# 아래곧창자신경
아래곧창자신경(inferior rectal nerves, inferior anal nerves, inferior hemorrhoidal nerve), 또는 하직장신경은 일반적으로 음부신경에서 갈라져 나오지만 때로는 엉치신경얼기에서 직접 갈라지기도 한다. 이 신경들은 아래곧창자동맥, 아래곧창자정맥과 함께 궁둥항문오목을 가로질러 항문관과 곧창자의 아랫부분 쪽으로 주행하여 바깥항문조임근과 항문 주변의 외피(피부)에 분포한다.
이 신경의 가지들은 뒤넙다리피부신경의 샅가지, 샅의 앞쪽에 있는 뒤음낭신경과 교통한다.

## 분포
빗살선과 바깥항문조임근 아래쪽의 피부에 피부신경으로 분포한다.

## 추가 이미지

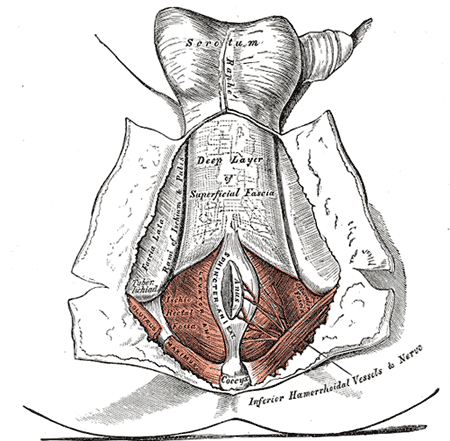
샅 부위.
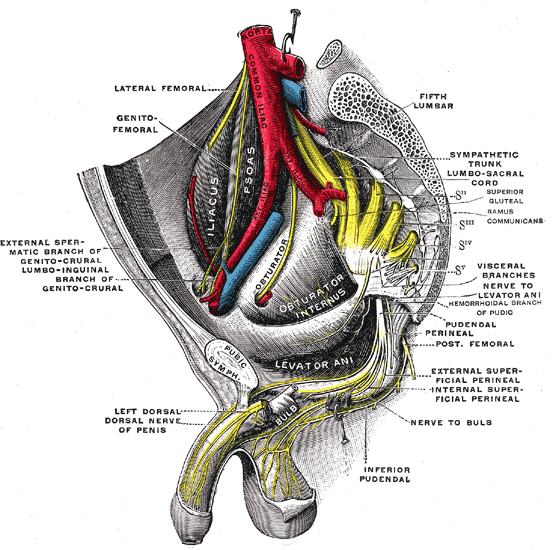
오른쪽의 엉치신경얼기. 아래곧창자신경은 오른쪽 하단에 'hemorrhoidal branch of pudic'으로 표시됨.

## 참고 문헌
이 문서는 현재 퍼블릭 도메인에 속하는 그레이 해부학 제20판(1918) page 968의 내용을 기초로 작성된 글이 포함되어 있습니다.